# Stewart Copeland

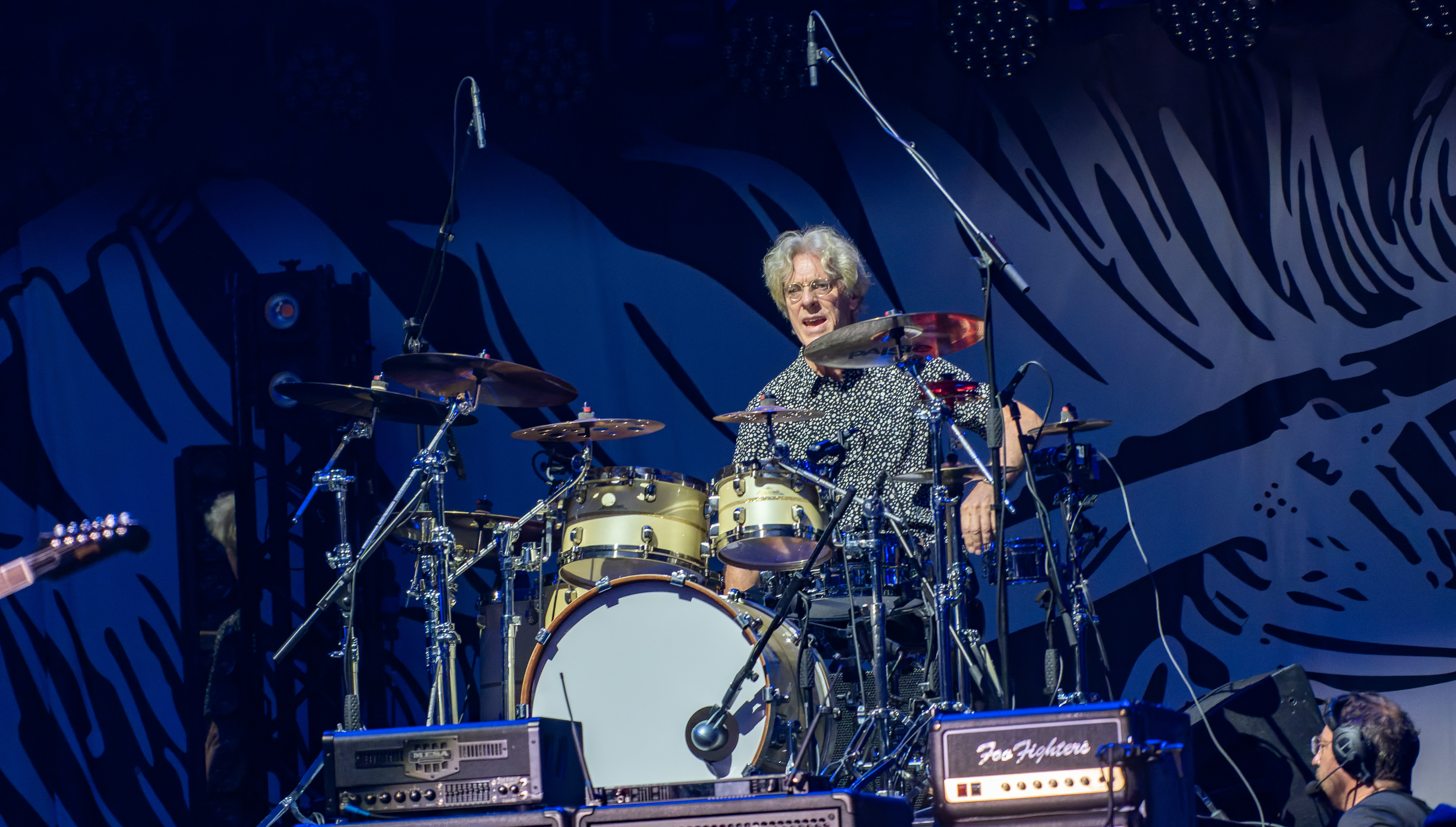
Stewart Copeland (2022)

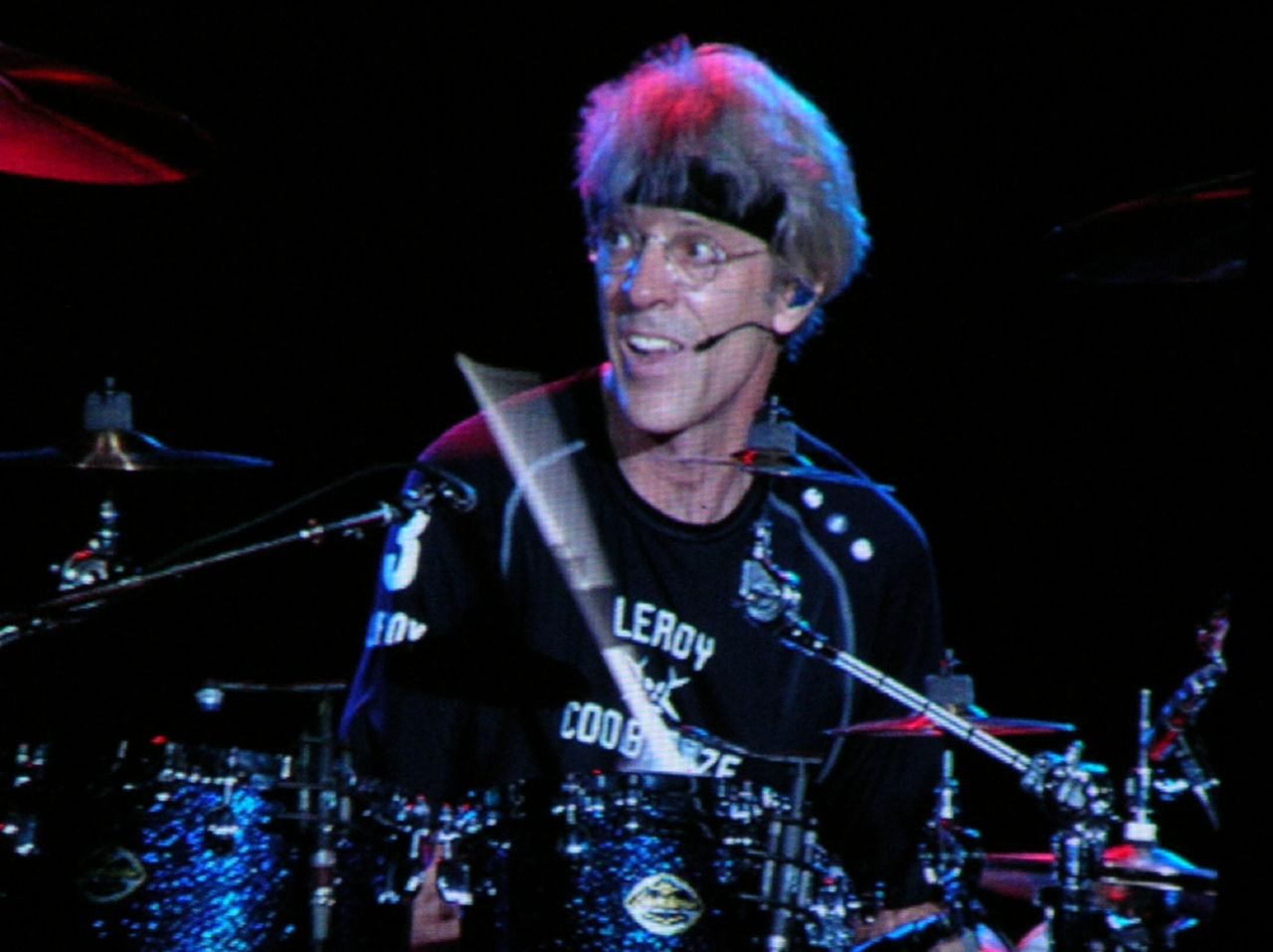
Stewart Copeland (2007)

Stewart Armstrong Copeland (* 16. Juli 1952 in Alexandria, Virginia) ist ein US-amerikanischer Schlagzeuger und Komponist. Am bekanntesten ist er als Gründer und Schlagzeuger der Band The Police. Mit seinem musikalischen Können hat er wesentlich zum Erfolg der Band beigetragen und ihren Sound mit Einflüssen aus Reggae, Punk und Jazz nachhaltig mitgeprägt. Er wirkte außerdem als Schlagzeuger bei den Bands Curved Air und Animal Logic.
Stewart Copeland ist bekannt für seine virtuose Instrument-Beherrschung und sein präzises Timing. Er gilt als einer der besten Rock-Schlagzeuger. Typisch für ihn ist seine energische und nuancierte Spielweise. Der Rolling Stone listete Copeland 2016 auf Rang zehn der 100 größten Schlagzeuger aller Zeiten.
Daneben hat er zu rund 60 Spielfilmen und Fernsehserien die Filmmusik komponiert.

## Leben
Stewart Copeland ist der Sohn des ehemaligen Glenn-Miller-Trompeters Miles Copeland junior und der renommierten schottischen Archäologin Lorraine Copeland. Stewart ist das zweitjüngste von vier Geschwistern: Sein ältester Bruder, Miles Copeland III, ist der Musikproduzent und Gründer von I.R.S. Records. Sein anderer, ebenfalls älterer Bruder Ian Copeland, ein Musikagent und Wegbereiter des New Wave in den Vereinigten Staaten, ist 2006 verstorben. Stewarts Schwester ist die Schriftstellerin und Filmproduzentin Lorraine „Lennie“ Copeland.
Da sein Vater als „freier politischer Berater“ (faktisch arbeitete er für die CIA) im Nahen Osten tätig war, zogen die Copelands 1948 nach Damaskus in Syrien und kurz nach Stewarts Geburt nach Kairo, wo Stewart seine Jugend verbrachte und das Cairo American College besuchte. Später zog die Familie in den Libanon nach Beirut.
Ende der 1960er-Jahre zog Familie Copeland wieder nach England und Stewart besuchte von 1967 bis 1969 die Millfield Independent School in Somerset.
Von 1982 bis 1991 war Stewart Copeland mit der Sängerin Sonja Kristina verheiratet. Sie haben zusammen zwei Söhne, und Copeland adoptierte einen weiteren Sohn seiner Frau aus einer vorherigen Beziehung. Einen weiteren Sohn hat er mit Marina Guinness. Seit 1993 ist Stewart Copeland mit Fiona Dent verheiratet, mit der er drei Töchter hat. Er lebt in Los Angeles.

## Musikalischer Werdegang
Im Alter von dreizehn Jahren begann Stewart Copeland, Schlagzeug zu spielen. Sein Stil wurde – bedingt durch den Aufenthalt seiner Familie in Syrien – von den polyrhythmisch komplexen Strukturen orientalischer Musik beeinflusst und inspiriert. Anfang der 1970er-Jahre studierte er Musik an der Western University in San Diego und der University of California in Berkeley, bevor er 1975 wieder nach London zurückkehrte und mit seinem ältesten Bruder Miles Copeland III – ab 1977 Manager von The Police – Mitglied in der Band Curved Air wurde, deren Sängerin Copelands spätere Frau Sonja Kristina war. 1978 spielte Stewart mit Sting und Andy Summers zusammen als Gastmusiker bei Eberhard Schoener auf dessen Album Flashback.

### „The Police“
Hauptartikel: The Police
Zwei erfolglose Jahre später suchte Copeland nach einem Konzept für eine neue Band, als in Großbritannien die Punkwelle begann. Er begegnete in einem Jazzclub in Newcastle upon Tyne Gordon Sumner alias Sting. Im Juni 1977 schloss sich Andy Summers an.
1984 trennten sich die drei Musiker vorläufig, um eigene Projekte zu verfolgen. 1986 spielte The Police auf drei Konzerten der „Amnesty International – A Conspiracy of Hope Tour“. Danach konzentrierten sich die Musiker auf ihre Solokarrieren.
Bei den Grammy Awards 2007 am 11. Februar 2007 in Los Angeles standen The Police wiedervereinigt auf der Bühne. Im Mai 2007 begann die „The Police Reunion Tour“ durch Kanada, USA, Europa, Mexiko, Südamerika, Australien und Japan. Es gab ebenfalls einen Auftritt beim Live-Earth-Konzert im Juli 2007. Anlässlich des 30-jährigen Bandjubiläums gab es eine Albumveröffentlichung, allerdings mit bereits bekannten Songs.

### Wirken als Komponist und Musiker
Bereits 1982 war Stewart Copeland an der Produktion des WOMAD-Benefiz-Albums „Music and Rhythm“ beteiligt. Eine von Stewarts weiteren Kooperationen war im Herbst 1983 zusammen mit Stan Ridgway (Ex-Mitglied von Wall of Voodoo) „Don't Box Me In“ (Teil des „Rumble-Fish“-Soundtracks), eine «nervous-sounding collaboration», der bald schon Ridgways erstes Soloalbum folgte. 1983 komponierte Copeland seine erste Filmmusik für den Francis-Ford-Coppola-Film Rumble Fish, welche ihm eine Nominierung für einen Golden Globe einbrachte.
Es folgten über 60 weitere Soundtracks, z. B. für Wall Street, Talk Radio von Oliver Stone, 9 1/2 Wochen, Highlander II, Kevin Costners Film Rapa Nui – Rebellion im Paradies, als einige der bekanntesten Soundtracks von Stewart Copeland, in denen er auch Instrumente spielte – Schlagzeug, Percussion, Bassgitarre, Piano und Fairlight CMI: Stewart Copeland zählt u. a. mit Kate Bush und Peter Gabriel zu den Pionieren des ersten digitalen Synthesizers mit Sampling-Technologie.
1985 veröffentlichte Stewart Copeland sein erstes offizielles Soloalbum „The Rhythmatist“ (in Zusammenarbeit mit Ray Lema) – zumindest unter seinem eigenen Namen – „Klark Kent“ (Anspielung auf Supermans Alter Ego) gab ihm bereits 1980 Gelegenheit, seine Ideen zu nicht realisierten „The-Police“-Songs einem breiteren Publikum bekannt zu machen. Für das Album produzierte er eigene Aufnahmen zu einem Video: „The Rhythmatist“ ist Stewarts musikalische Weltmusik-Pilgerreise durch den afrikanischen Kontinent, in technisch hoher Qualität mit seinem Talent als Multiinstrumentalist und insbesondere seiner Affinität für Rhythmen kombiniert. Von seinen de facto vier Solo-Alben ist „The Rhythmatist“ vermutlich das bekannteste und erreichte auf den Billboard-200-Charts immerhin Platz 148. Mit dem Fusion-Bassisten Stanley Clarke und der Jazz-Sängerin Deborah Holland gründete Copeland 1987 das Trio Animal Logic, das bis Ende 1991 bestand.
Nachdem er bereits für die „San Francisco Ballet Company“ ein Ballett geschrieben hatte, veröffentlichte Copeland 1989 eine Oper über die Kreuzzüge mit dem Titel „Holy Blood and Crescent Moon“ (Heiliges Blut und Halbmond). In den folgenden Jahren komponierte Copeland rund 60 Filmmusiken und zwei weitere Opern.
Im Jahre 2000 gründete er mit Primus-Bassist Les Claypool und Phish-Gitarrist Trey Anastasio das kurzlebige Projekt Oysterhead (Album The Grand Pecking Order). 2002 wurde er als Schlagzeuger für die Reunion von The Doors engagiert, aber bereits kurz darauf entlassen. Copeland arbeitete u. a. mit Peter Gabriel, Roger Daltrey (The Who), Zucchero, Mike Rutherford, den Simple Minds und Tom Waits zusammen. Neben seiner andauernden Arbeit als Gastmusiker und höchst erfolgreicher Komponist von Filmsoundtracks nahm Copeland 2002 an einer kurzen Tournee durch Italien mit dem Percussion-Quartett „Ensemble Bash“ und einem kleinen Orchester teil. Die Tournee wurde unter dem Titel „Orchestralli“ vom Ponderosa Label 2005 auf CD/DVD veröffentlicht. 
„La Notte Della Taranta“ war 2003 ein für einen Rock-Musiker ungewöhnliches Projekt, mit eher fremdartigen Rhythmen. Hier trat Copeland als musikalischer Leiter eines auf CD und DVD dokumentierten Schlusskonzerts von 2003 auf: Im Kloster von Melpignano (Italien) wurde das musikalische Aufeinandertreffen von althergebrachtem (süd)italienischem Tarantella (eine Tanzmusik „wie von der Tarantel gestochen“) und vielfältigen Einflüssen aus Pop, Jazz, Weltmusik und italienischer Folklore-Tanzmusik zelebriert. 2003 kam es zu einer ersten kurzen Wiedervereinigung mit „The Police“: 25 Jahre nach Veröffentlichung ihrer ersten Platte wurde die Band in die Rock and Roll Hall of Fame aufgenommen und spielte aus diesem Anlass live drei Lieder. Die Aufnahmen zu Henry Padovanis Soloalbum und der Single – „Welcome Home: Featuring Stewart Copeland und Sting“ – im Jahr 2004 wurden nicht nur von Fans als eine kurzzeitig informelle Reunion der 'Ur-Police' seit der Aufnahme von „Fall Out / Nothing Achieving“ betrachtet. Copeland initiierte 2005 mit dem Avantgarde-Gitarristen David Fiuczynski das Musikprojekt „Gizmo“, das am 16. September 2006 am „Modern Drummer Drum Festival“ sein USA-Debüt erlebte.
Im Februar und März 2006 war Copeland einer von zwei Juroren in der BBC-Fernseh-Show Just the Two of Us, ebenso in der im Januar 2007 fortgesetzten zweiten Staffel. „Everyone Stares: The Police Inside Out“ ist eine von Stewart Copeland produzierte Musikdokumentation, die im Januar 2006 am „Sundance Film Festival“ uraufgeführt und im September 2006 auf DVD veröffentlicht worden ist. Copeland nutzte dazu Teile des von ihm selbst in der Zeit von 1978 bis 1983 aufgenommenen Super-8-Filmmaterials, das in einer circa 74 Minuten langen Dokumentation den Werdegang von „The Police“ zeigt. Copeland komponierte auch die Musik für „Ben Hur Live“, das im Herbst 2009 in Europa aufgeführt wurde. Bei diesem Stück wirkte er auch als Erzähler in den englischsprachigen Ländern der Tournee mit.

## Diskografie (Auszug)

### Alben mit „Curved Air“
- 1975 – Midnight Wire
- 1976 – Airborne

### Alben mit Eberhard Schoener
- 1978 – Video Magic
- 1978 – Video Flashback

### Alben mit „The Police“

#### Studioalben
- 1977 – Fall Out / Nothing Achieving (Mai 1977: Debüt-Single in der Besetzung Copeland/Sting/Padovani)
- 1978 – Outlandos d'Amour (November 1978)
- 1979 – Reggatta De Blanc (Oktober 1979)
- 1980 – Zenyatta Mondatta (Oktober 1980)
- 1981 – Ghost in the Machine (Oktober 1981)
- 1983 – Synchronicity (Juni 1983)

### Alben als Solokünstler
- 1980 – Klark Kent (unter dem Pseudonym Klark Kent) – I.R.S. Records
- 1980 – Klark Kent: Music Madness from the Kinetic Kid – I.R.S. Records[15]
- 1985 – The Rhythmatist – A&M Records
- 1987 – The Equalizer and Other Cliff Hangers – I.R.S. Records[16]
- 1990 – Noah's Ark – Lightyear[17]
- 1995 – Klark Kent: Kollected Works – I.R.S. Records
- 2003 – La Notte Della Taranta (auf CD/DVD)
- 2005 – Orchestralli (CD/DVD: 2002-Tournee mit dem „Ensemble Bash“)[18]

### Opern, Symphonien und Ballette
- 1986 – King Lear – San Francisco Ballet Company, USA
- 1988 – Emilio – Trento Ballet Company, Italy
- 1989 – Holy Blood & Crescent Moon – Cleveland Opera, USA
- 1989 – Horse Opera – Opera für Channel 4 (GB 1992)
- 1993 – Noah's Ark / Solcheeka – Seattle Symphony Orchestra, USA
- 1994 – Casque of Amontillado
- 1999 – Prey – Ballet

### Alben mit „Animal Logic“
- 1989 – Animal Logic
- 1991 – Animal Logic II

### Album mit „Oysterhead“
- 2001 – The Grand Pecking Order (Oysterhead, 2. Oktober 2001)

### Album mit „Gizmodrome“
- 2017 – Gizmodrome (Gizmodrome, 15. September 2017)

## Filmografie

### Filmmusik
- 1983: Rumble Fish
- 1985: Der Equalizer (The Equalizer, Fernsehserie, auch Darsteller)
- 1985: The Rhythmatist (auch Darsteller)
- 1986: Heiße Hölle L.A. (Out of Bounds, auch Musikproduzent)
- 1987: Wall Street
- 1988: She’s Having a Baby
- 1988: Talk Radio
- 1989: Die Glücksjäger (See No Evil, Hear No Evil)
- 1989: Shalom Salaam (Miniserie)
- 1990: Men at Work
- 1990: Filofax – Ich bin du und du bist nichts (Taking Care of Business)
- 1990: Geheimprotokoll (Hidden Agenda)
- 1990: Pentagramm – Die Macht des Bösen (The First Power)
- 1991: Riff-Raff
- 1991: Highlander II – Die Rückkehr (Highlander II – The Quickening)
- 1992: Starfighter des Todes (Afterburn)
- 1993: Bank Robber
- 1993: Cool Blades – Nur der Sieg zählt (Airborne, auch Drums)
- 1993: Horse Opera (auch Darsteller)
- 1993: Raining Stones
- 1993: Seconds Out
- 1993: Babylon 5: Die Zusammenkunft (The Gathering)
- 1993: Sargasso Sea – Im Meer der Leidenschaft (Wide Sargasso Sea)
- 1994: Fresh (auch Drums)
- 1994: Rapa Nui – Rebellion im Paradies (Rapa Nui)
- 1994: Stummer Schrei (Silent Fall)
- 1994: Decadence
- 1994: Surviving the Game – Tötet ihn! (Surviving the Game)
- 1995: Judgement (Kurzfilm)
- 1995: Tyson
- 1996: Der Zufallslover (The Pallbearer, auch Percussion)
- 1996: Run Off (Boys)
- 1996: Der kleine Leopard (The Leopard Son, Dokumentation)
- 1996: Assassination File: Operation Laskey (The Assassination File)
- 1997: Good Burger
- 1997: Gridlock’d – Voll drauf! (Gridlock’d, auch Percussion)
- 1997: Vier Tage im September (O Que É Isso, Companheiro?)
- 1997: Wait Till Dawn
- 1998: John Waters’ Pecker (Pecker)
- 1998: Very Bad Things
- 1998: Anwaltsgeflüster – Ein Unrecht kommt selten allein (Legalese)
- 1998: West Beyrouth
- 1998: Futuresport
- 1998: U-Bahn-Inferno: Terroristen im Zug (The Taking of Pelham One Two Three)
- 1999: Eine wie keine (She’s All That)
- 1999: Made Men
- 1999: Simpatico (auch Keyboard, Drums und Bassgitarre)
- 1999: The Amanda Show (Fernsehserie, Thema)
- 2000: Boys, Girls & a Kiss (Boys and Girls)
- 2000: Mittendrin und voll dabei (Skipped Parts, auch Musikproduzent, Percussion, Bassgitarre und Piano)
- 2000: Brutally Normal (Fernsehserie)
- 2000: Sunset Strip
- 2001: On the Line
- 2002: Breaking News (Fernsehserie)
- 2002: Deuces Wild – Wild in den Straßen (Deuces Wild, auch Percussion und Piano)
- 2002: Me and Daphne (Kurzfilm)
- 2003: I Am David
- 2003–2004: Dead Like Me – So gut wie tot (Dead Like Me, Fernsehserie)
- 2004: Amazon Forever
- 2004: Desperate Housewives (Fernsehserie, eine Episode)
- 2005: Fish Eye (Kurzfilm)
- 2005: Lovewrecked – Liebe über Bord (Love Wrecked)
- 2005: Riding the Bus with My Sister
- 2006: Pucked

### Videospiele
- 1998: Spyro the Dragon
- 1999: Spyro 2: Gateway to Glimmer (Ripto's Rage)
- 2000: Spyro 3: Year of the Dragon
- 2001: Alone in the Dark: The New Nightmare
- 2002: Spyro: Enter the Dragonfly
- 2004: SingStar Party
- 2018: Spyro Reignited Trilogy[19]

### Songwriter
- 1984: Bachelor Party („The Police“ Song „Rehumanize Yourself“)
- 1988: Zebo, der Dritte aus der Sternenmitte (Earth Girls Are Easy, Song „Throb“)

### Musiker
- 1994: Secret World Live (mit Peter Gabriel, Stimme)

### Darsteller
- 1980: Punk and Its Aftershocks – British Rock
- 1981: Urgh! A Music War
- 1981: BBC-Dokumentation zu den Aufnahmen von „Ghost in the Machine“
- 1982: Police: Around the World
- 1983: Cheggers Plays Pop (TV-Serie, Folge #6.7)
- 1984: The Police: Synchronicity Concert
- 1984: The Young Ones (TV-Serie, Folge „Cash“)
- 1984: Late Night with David Letterman (Folge vom 9. Februar 1984)
- 1987: The Police: Every Breath You Take – The Videos
- 1988: She’s Having a Baby (uncredited)
- 1996: I Want My MTV (Stimme)
- 1999: Film-Fest DVD: Issue 1 – Sundance (Stimme)
- 1999: South Park: Der Film – größer, länger, ungeschnitten (South Park: Bigger, Longer & Uncut, Stimme)
- 2000: Searching for Roger Taylor
- 2000: VH1’s Behind the Music (TV-Serie, Folge „1984“)
- 2001: 100 Greatest Number One Singles (TV)
- 2001: Big Sound (TV-Serie, Folge „Jam Session“)
- 2003: I Love the ’80s Strikes Back (Mini TV-Serie)
- 2005: Rumble Fish: The Percussion-Based Score (Stimme)
- 2006: Everyone Stares: The Police Inside Out (auch Regie, Kamera, Produzent, Schnitt)
- 2006: Zibb .... (Fernsehserie, Folge vom 24. Oktober 2006)
- 2006: Durch die Nacht mit... (TV-Serie, Folge Stewart Copeland und Daniel Hope)
- 2006: Just the Two of Us (TV-Serie, 12 Folgen von 2006 bis 2007)
- 2007: Breakfast (TV-Serie, 1. Folge vom 5. Januar 2007)

### Oper
- 2021: Electric Saint (Libretto von Jonathan Moore, Uraufführung am Deutschen Nationaltheater Weimar)[20][21]